# الشبارة (تعز)
الشبارة هي إحدى قرى الجمهورية اليمنية. وهي تتبع جغرافيًا لمحافظة تعز. وإداريًا لمديرية المخاء. يبلغ تعداد سكانها 4827 نسمة حسب الإحصاء الذي جرى عام 2004.